# Лесной (Каменский район)
Лесно́й — хутор в Каменском районе Ростовской области.
Входит в состав Старостаничного сельского поселения.

## Население
| 2010 |
| ---- |
| 641  |

## Улицы
| - ул. Ворошилова, - ул. Гастелло, - ул. Королева, - ул. Лермонтова, - ул. Лесная, | - ул. Садовая, - ул. Свободы, - ул. Скобелева, - ул. Янтарная. |